# Mala Pirešica
Mala Pirešica je naselje in sedež KS Petrovče v Občini Žalec.